# Did My Time
Did My Time (englisch etwa für „habe meine Zeit verbracht“) ist ein Lied der US-amerikanischen Metal-Band Korn. Der Song wurde für den Film Lara Croft: Tomb Raider – Die Wiege des Lebens aufgenommen und am 22. Juli 2003 veröffentlicht. Er ist zudem die erste Singleauskopplung aus Korns sechstem Studioalbum Take a Look in the Mirror.

## Inhalt
Did My Time handelt von einer Person, die in ihrem alltäglichen Leben und ihren Gedanken gefangen ist. Dabei wird sie von ihrem Zorn gesteuert, den sie nicht ablegen kann.

“I am the one who chose my path

I am the one who couldn’t last

I feel the life pulled from me

I feel the anger changing me

Betrayed, I feel so enslaved

I really tried, I did my time”

## Produktion
Der Song wurde von Sänger Jonathan Davis, zusammen mit den anderen Bandmitgliedern von Korn produziert, die ebenfalls als Autoren fungierten.

## Musikvideo
Bei dem zu Did My Time gedrehten Musikvideo führte der US-amerikanische Regisseur Dave Meyers Regie. Es verzeichnet auf YouTube über 60 Millionen Aufrufe (Stand Oktober 2020).
Im Video ist die Schauspielerin Angelina Jolie, Hauptdarstellerin des zugehörigen Films Lara Croft: Tomb Raider – Die Wiege des Lebens, zu sehen. Sie ist komplett in Weiß gekleidet und läuft eine Gasse entlang, während sich Risse im Boden bilden, aus denen schwarzer Nebel emporsteigt. Der Nebel formiert sich zu den einzelnen Bandmitgliedern von Korn, die das Lied gemeinsam spielen. Dabei werden zahlreiche Gegenstände aus der Umgebung angezogen, die in einer schwarzen Nebelwand, welche die Band umgibt, verschwinden. Schließlich läuft Angelina Jolie durch diese Nebelwand, wodurch ihre Kleidung von weiß zu schwarz wechselt. Am Ende löst sich der Nebel und damit auch die Bandmitglieder wieder auf und Angelina Jolie bleibt, erneut in Weiß gekleidet, allein zurück. Zwischendurch sind wiederholt kurze Szenen aus dem Lara-Croft-Film zu sehen.

## Single

### Covergestaltung
Das Singlecover zeigt einen Sandstrand und im Vordergrund die schwarzen Schriftzüge Korn sowie Did My Time. Rechts unten im Bild befinden sich zudem die Schriftzüge Music from the Motion Picture und Lara Croft – Tomb Raider – The Cradle of Life in Schwarz bzw. Gold.

### Titelliste
1. Did My Time (Albumversion) – 4:04
2. Did My Time (The Grayedout Mix) – 4:47
3. One (Live) – 4:31

### Chartplatzierungen und Auszeichnungen
Did My Time stieg am 25. August 2003 auf Platz zwölf in die deutschen Charts ein und konnte sich neun Wochen in den Top 100 halten. Ebenfalls die Top 20 erreichte die Single unter anderem in Österreich, Finnland, Dänemark, im Vereinigten Königreich, in der Schweiz, in Schweden und Italien. In Deutschland, Österreich, der Schweiz und den Vereinigten Staaten konnte sich bis heute keine Single der Band besser platzieren, in den deutschsprachigen Staaten konnte sich zudem keine ihrer Singles länger in den Charts halten.
| ChartsChartplatzierungen       | Höchstplatzierung | Wochen |
| ------------------------------ | ----------------- | ------ |
| Deutschland (GfK)              | 12 (9 Wo.)        | 9      |
| Österreich (Ö3)                | 12 (13 Wo.)       | 13     |
| Schweiz (IFPI)                 | 17 (10 Wo.)       | 10     |
| Vereinigtes Königreich (OCC)   | 15 (4 Wo.)        | 4      |
| Vereinigte Staaten (Billboard) | 38 (10 Wo.)       | 10     |

Bei den Grammy Awards 2004 wurde der Song in der Kategorie Best Metal Performance nominiert, unterlag jedoch dem Lied St. Anger von Metallica.